# 龙潭山站
龙潭山站是位于吉林省吉林市龙潭区的一个铁路车站，位于长图铁路131.672km处，是龙舒铁路、龙丰铁路起点，同时衔接250炼油厂专用铁道。车站由中国铁路沈阳局集团吉林车务段管辖，主要负责列车到发、通过和列车解体作业；250炼油厂调车车列的接发，段管线、专用线、货物线取送车作业；货运仅办理专用线货物到发，为二等站。车站为样板京剧《红灯记》的原型所在地。

## 车站结构
龙潭山站场布局为横列式一级二场。正线1条，到发线7条，调车线13条，另外衔接250厂专用铁道。

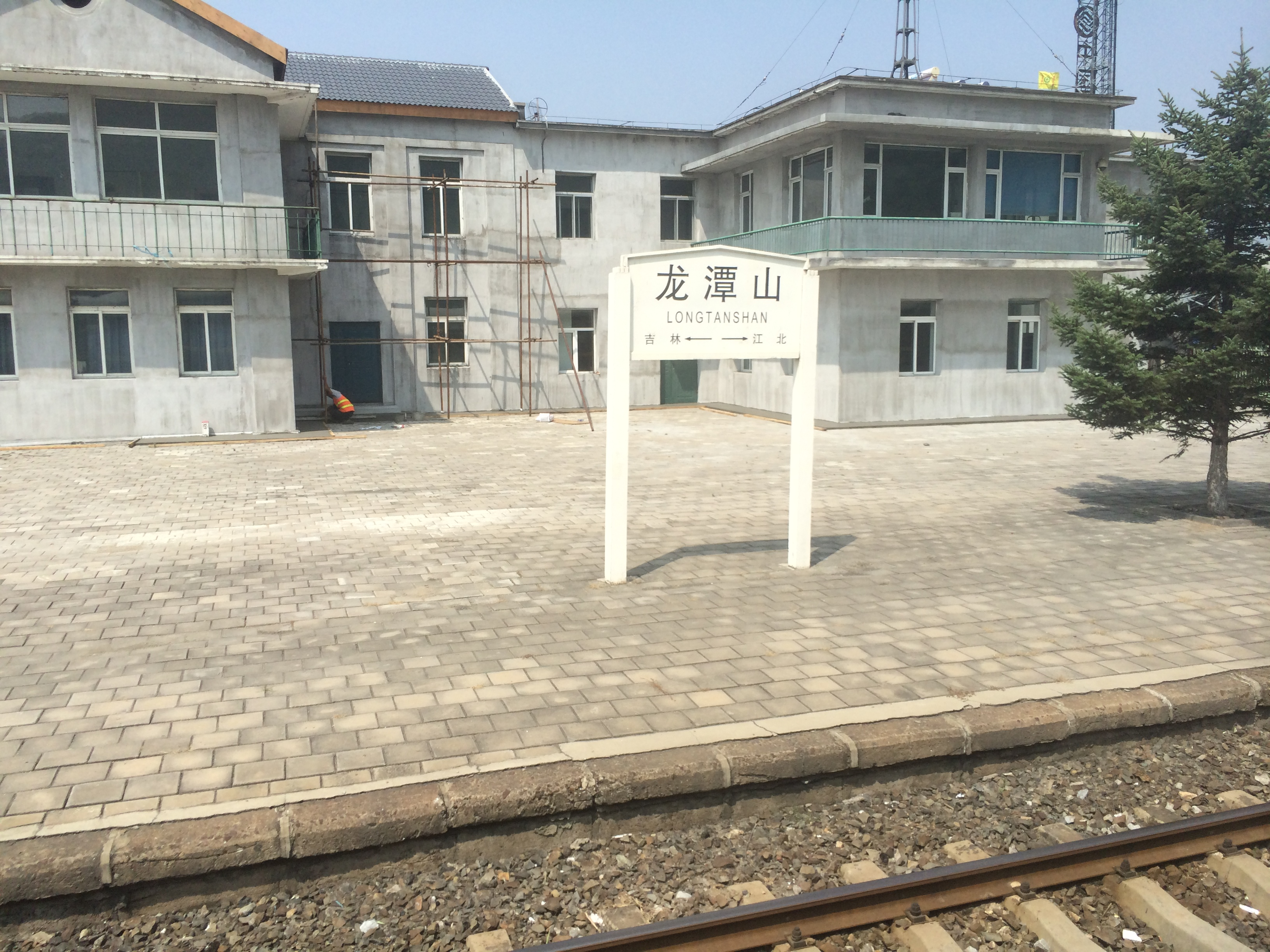
龙潭山站站牌
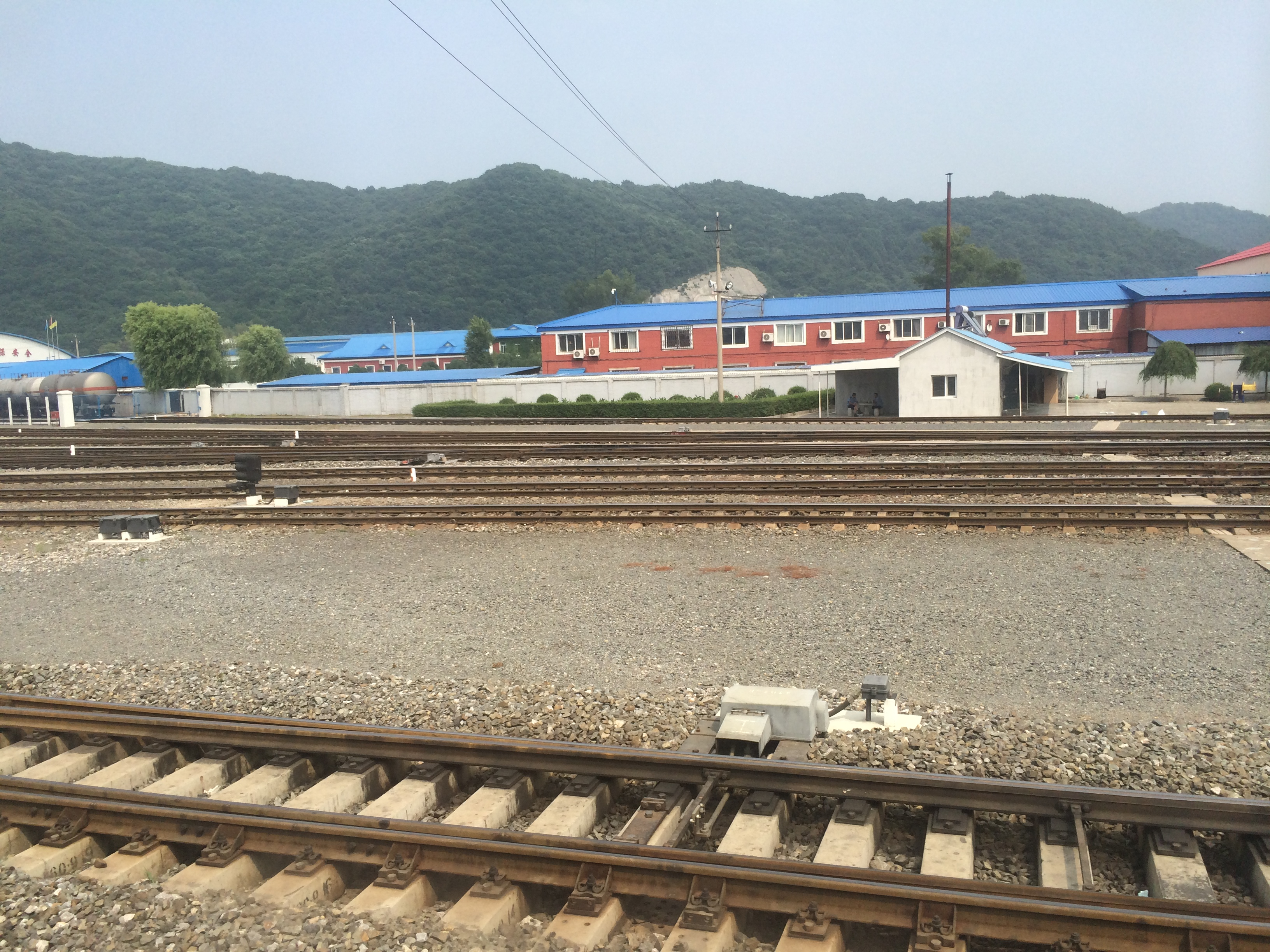
龙潭山站站场
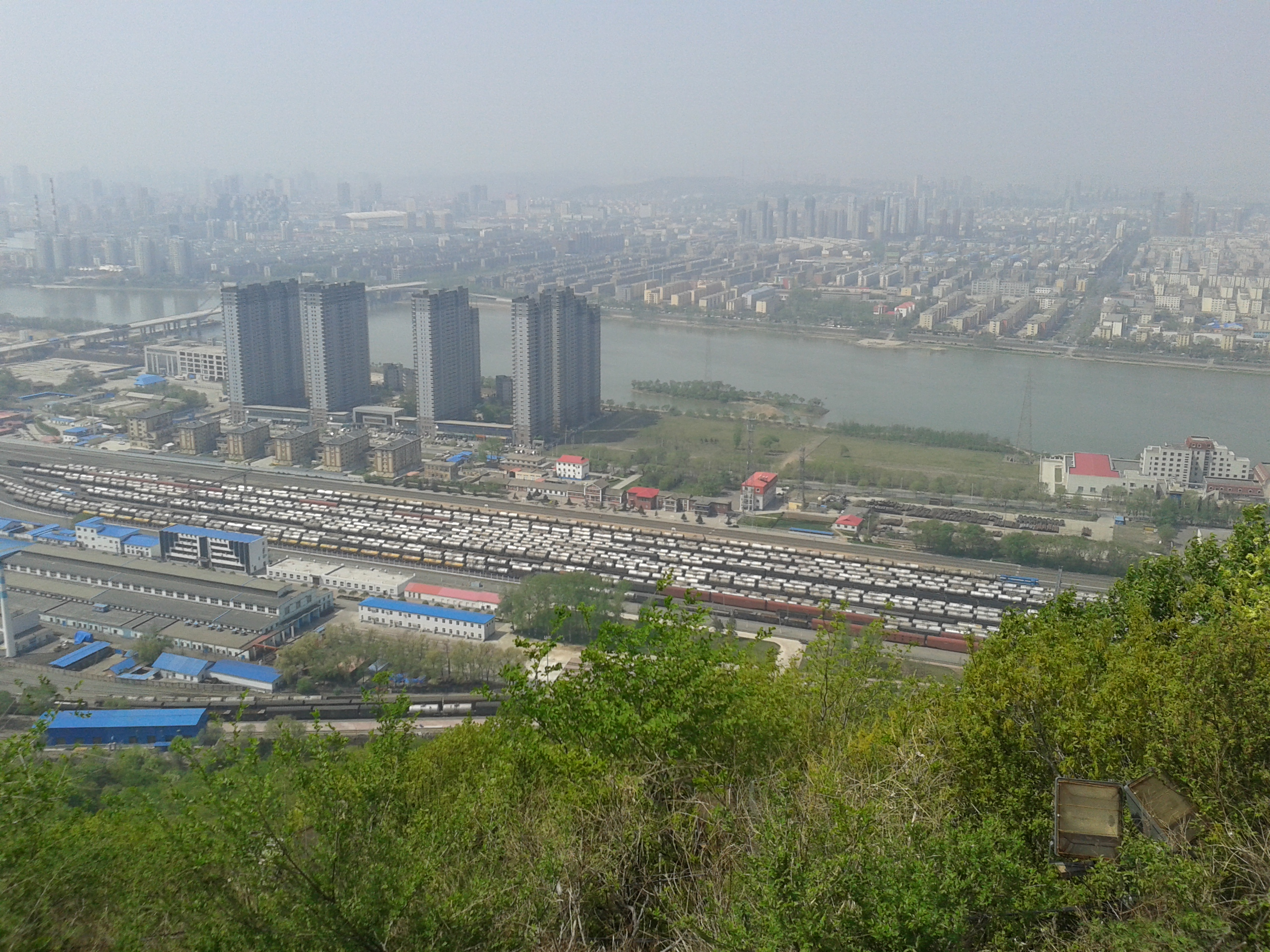
由龙潭山上远眺龙潭山站